# Wilfred Owen
Pour les articles homonymes, voir Owen.
Wilfred Edward Salter Owen,  MC (18 mars 1893 – 4 novembre 1918) est un poète anglais, très connu en Angleterre et en Europe et parfois considéré comme le plus grand poète de la Première Guerre mondiale.

## Biographie

### Enfance et formation
Aîné de quatre enfants, Owen est né à Plas Wilmot, près de Oswestry dans le Shropshire . Ses parents, Tom et Susan Owen, vivent dans une maison confortable que possède son grand-père. Cependant, à la mort de celui-ci en 1897, la famille est contrainte de déménager à Birkenhead. Il découvre sa vocation de poète en 1903 ou 1904 durant ses vacances dans le Cheshire. Il est éduqué au Birkenhead Institute de 1900 à 1907, puis à la Shrewsbury Technical School à la suite de quoi il devient 'pupil-teacher' (professeur-stagiaire) au Wyle Cop School en 1907. Owen a reçu une éducation anglicane à l'école évangélique, ce qui le mène à devenir l'assistant du vicaire Wigan de 1911 à 1912, à Dunsden. Il est d'abord influencé par Keats et, comme beaucoup d'écrivains de cette époque, par la Bible.
En 1911, Owen entre à l'université de Londres mais sans avoir pu obtenir de bourse. Avant le début de la guerre, il travaille comme répétiteur en anglais à l'école de langues Berlitz de Bordeaux, puis comme professeur d'anglais privé dans les Pyrénées de juillet à septembre 1914.

### Engagé volontaire pendant la Première Guerre mondiale
Le 21 octobre 1915 il s'enrôle dans le régiment des Artists' Rifles. Il suit un entraînement de sept mois au camp de Hare Hall dans l'Essex.
Le 4 juin 1916, il est affecté comme sous-lieutenant au Manchester Regiment, d'abord dans le cinquième bataillon, puis, en janvier 1917 dans le deuxième. Son existence est transformée par les expériences traumatisantes vécues pendant la Bataille de la Somme. En mai 1917, il tombe dans un trou d'obus et est blessé par un éclat de mortier provoquant une commotion cérébrale. Laissé plusieurs jours inconscient sur un talus à côté des restes d'un collègue officier, il est secouru en état de choc (shell shock). Remis de sa blessure, mais souffrant de neurasthénie, il est transféré au Craiglockhart War Hospital à Edimbourg. Il y rencontre son compatriote, le poète Siegfried Sassoon, qui aura une grande influence sur lui, et y côtoie les poètes Robert Graves et Charles Kenneth Scott Moncrieff, avec qui il se lie d'amitié.
De retour au front, Owen emmène le 1er octobre 1918 des unités du Second Manchesters à l'assaut de positions ennemies près du village de Joncourt.

### La tragique mort d'un écrivain

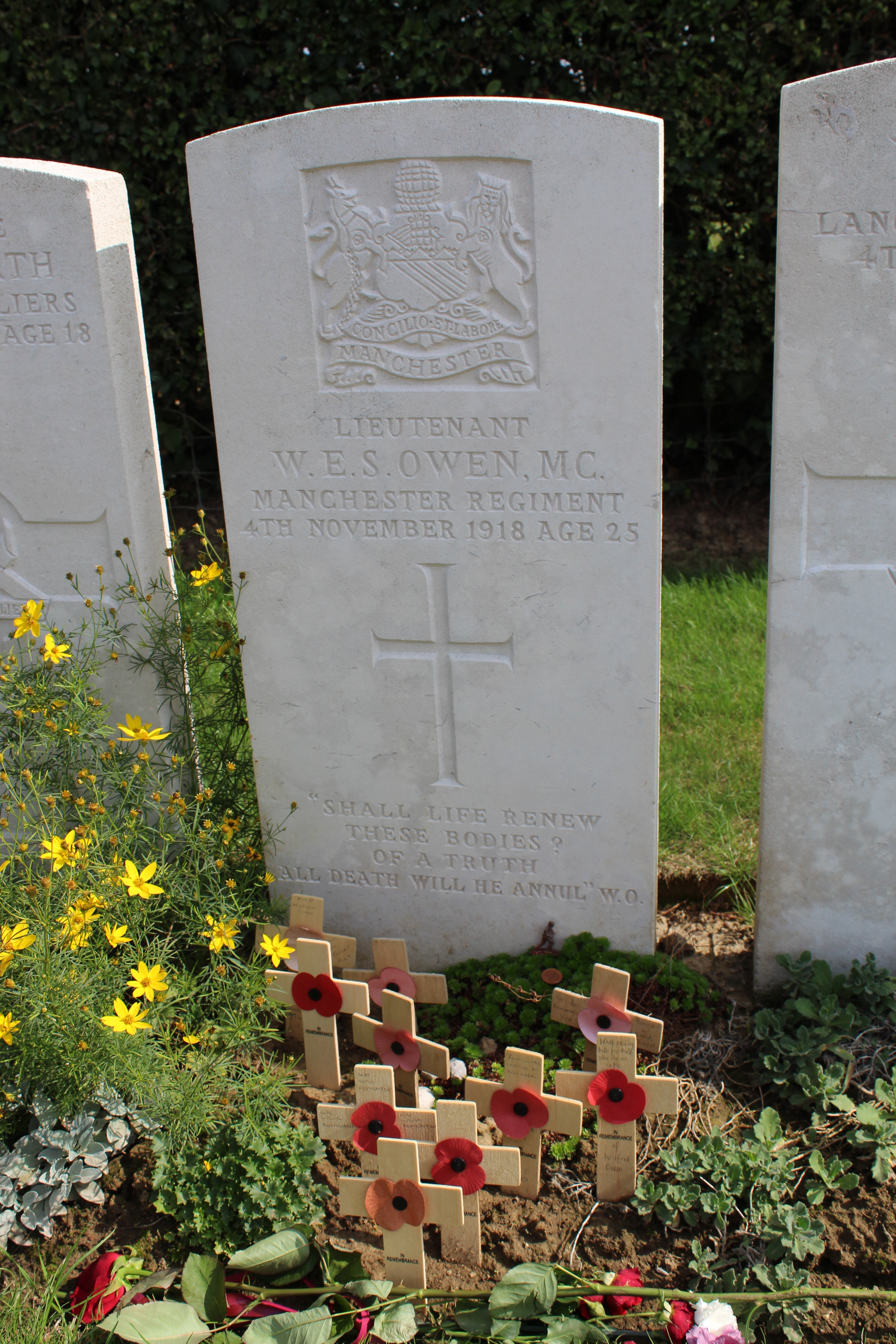
Le tombeau de Wilfred Owen dans le cimetière militaire britannique d'Ors.

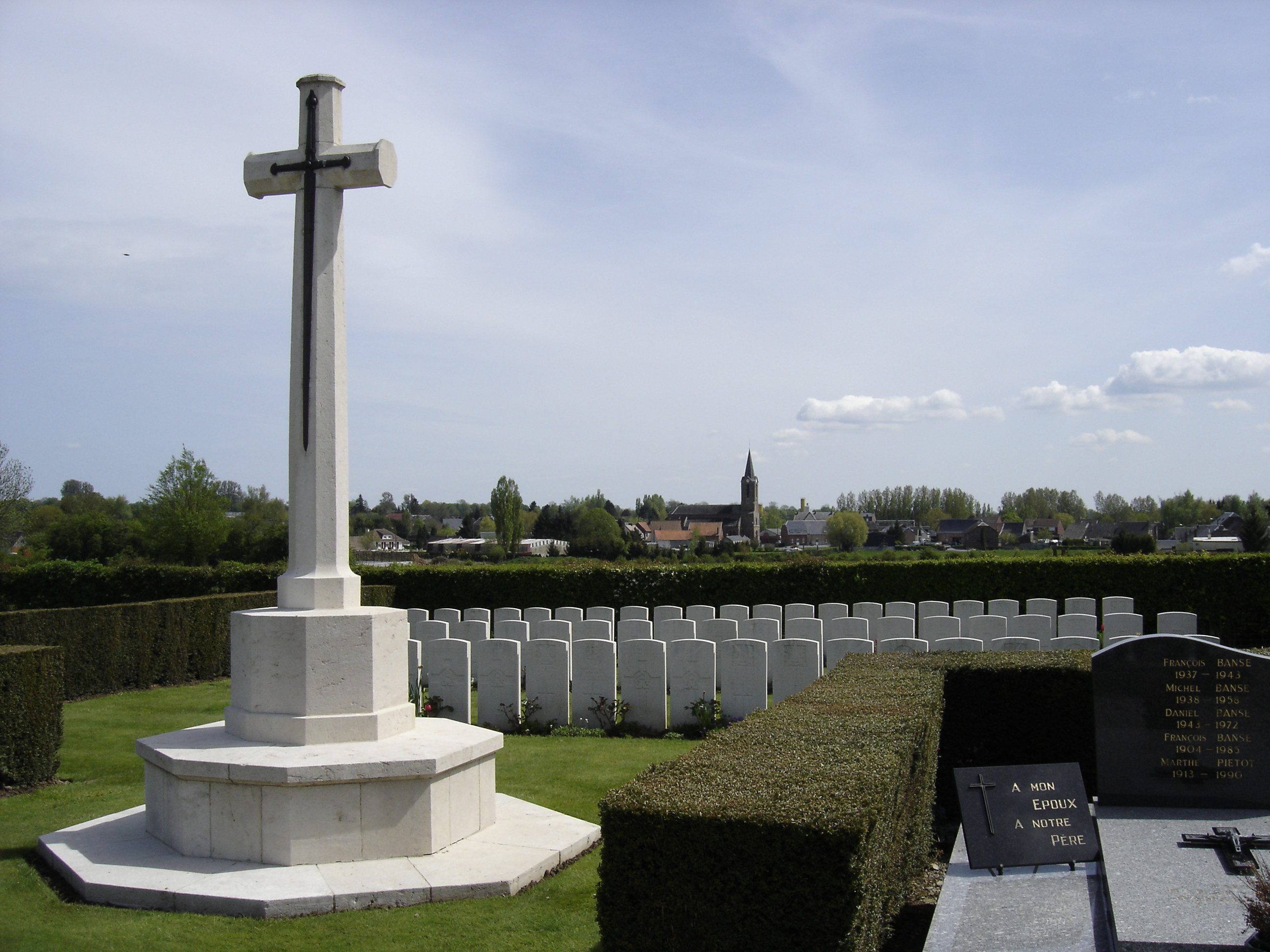
Le Cimetière d'Ors

Owen fut tué le 4 novembre 1918 lors de la grande offensive finale à Ors près du Cateau-Cambrésis, une semaine presque à l'heure près avant l'armistice. Sa mère fut avertie de sa mort alors même que les cloches de la paroisse sonnaient pour annoncer l'Armistice.
Le 4 novembre la compagnie du Second Manchesters se reposait dans la maison forestière d'Ors. L'état-major voulait reprendre des positions sur la rive droite du canal de la Sambre à l'Oise. Il fallait assembler et lancer des passerelles sur le canal sous le feu des Allemands retranchés de l'autre côté. À 6 heures du matin, profitant de l'obscurité et du brouillard, les Royal Engineers mirent à l'eau des flotteurs de liège pour permettre le passage des fantassins. C'est alors que tout à coup le brouillard se leva et que les Allemands mitraillèrent toute la compagnie.
Wilfred Owen repose avec tous ses camarades d'armes du Second Manchesters et le lieutenant-colonel des Irish Guards, James N. Marshall, titulaire de la Victoria Cross, au cimetière d'Ors. Il a reçu à titre posthume la Military Cross pour son courage et ses qualités de chef à Joncourt.

### Vie privée
C'est pendant sa convalescence à Craiglockhart Hospital qu'Owen a rencontré la plupart des autres grands poètes de son époque. Homosexuel, il semble avoir entretenu des sentiments romantiques peu ou pas partagés envers Siegfried Sassoon, et lui écrit le 27 novembre 1917 une lettre qui a pu échapper à la censure de son frère Harold Owen car gardée par Sassoon : "In effect it is this: that I love you, dispassionately, so much, so very much, dear Fellow, that the blasting little smile you wear on reading this can't hurt me in the least." (Le fait est que je vous aime, cher ami, sereinement mais tellement et plus encore, que le satané petit sourire qui vous vient aux lèvres en lisant ces mots ne me blesse pas le moins du monde.). Entre autres, il aurait eu une courte relation avec Charles Kenneth Scott Moncrieff, et son ami Robert Graves le décrit dans sa biographie Goodbye to All That comme un « idéaliste homosexuel profondément religieux ». Son homosexualité lui a inspiré quelques poèmes homoérotiques tels que Arms and the Boy et I am the ghost of Shadwell Stair.

## Œuvres
The Poems of Wilfred Owen, edited with a Memoir and Notes by Edmund Blunden, London, Chatto & Windus, 1952.
 (Sélection)
| - The Unreturning - To Eros - My Shy Hand - Storm - Music - Shadwell Stair - Happiness - Exposure - Fragment: "Cramped in that Funnelled Hole" - Fragment; "It is not Death" - The Parable of the Old Men and the Young - Arms and the Boy - The Show - The Send-off - Greater love | - Insensibility - Dulce Et Decorum Est - The Dead-Beat - The Chances - Mental Cases - Disabled - Anthem for Doomed Youth - Voices - The Calls - And I must go - Inspection - Fragment: "A Farewell" - Spring Offensive - The Sentry - Strange Meeting |

## Un poème
Ce poème, écrit en 1917, compte parmi les plus célèbres de Wilfred Owen.
| Anthem for doomed Youth What passing bells for those who die as cattle? Only the monstrous anger of the guns, Only the stuttering rifles' rapid rattle Can patter out their hasty orisons, No mockeries for them from prayers and bells, Nor any voice of mourning save the choirs, – The shrill, demented choirs of wailing shells; And bugles calling for them from sad shires. What candles may be held to speed them all? Not in the hands of boys, but in their eyes Shall shine the holy glimmers of good-byes, The pallor of girls' brows shall be their pall; Their flowers the tenderness of silent minds, And each slow dusk a drawing-down of blinds. | Hymne à la Jeunesse condamnée Quel glas sonne pour ceux qui meurent comme du bétail ? Seule, la colère monstrueuse des canons, Seul, le crépitement rapide des fusils hoquetants Peuvent ponctuer leurs oraisons hâtives, Pour eux, pas de prières ni de cloches dérisoires, Nulle voix endeuillée hormis les chœurs, — Les chœurs suraigus et démentiels des obus gémissants ; Et les clairons appelant pour eux depuis de tristes comtés. Quelles chandelles seront tenues pour leur souhaiter bon vent ? Non dans la main des garçons, mais dans leurs yeux, Brilleront les lueurs sacrées des adieux, La pâleur du front des filles sera leur linceul, Leurs fleurs, la tendresse d'esprits silencieux, Et chaque long crépuscule, un rideau qui se clôt. |

## Lieux de mémoire

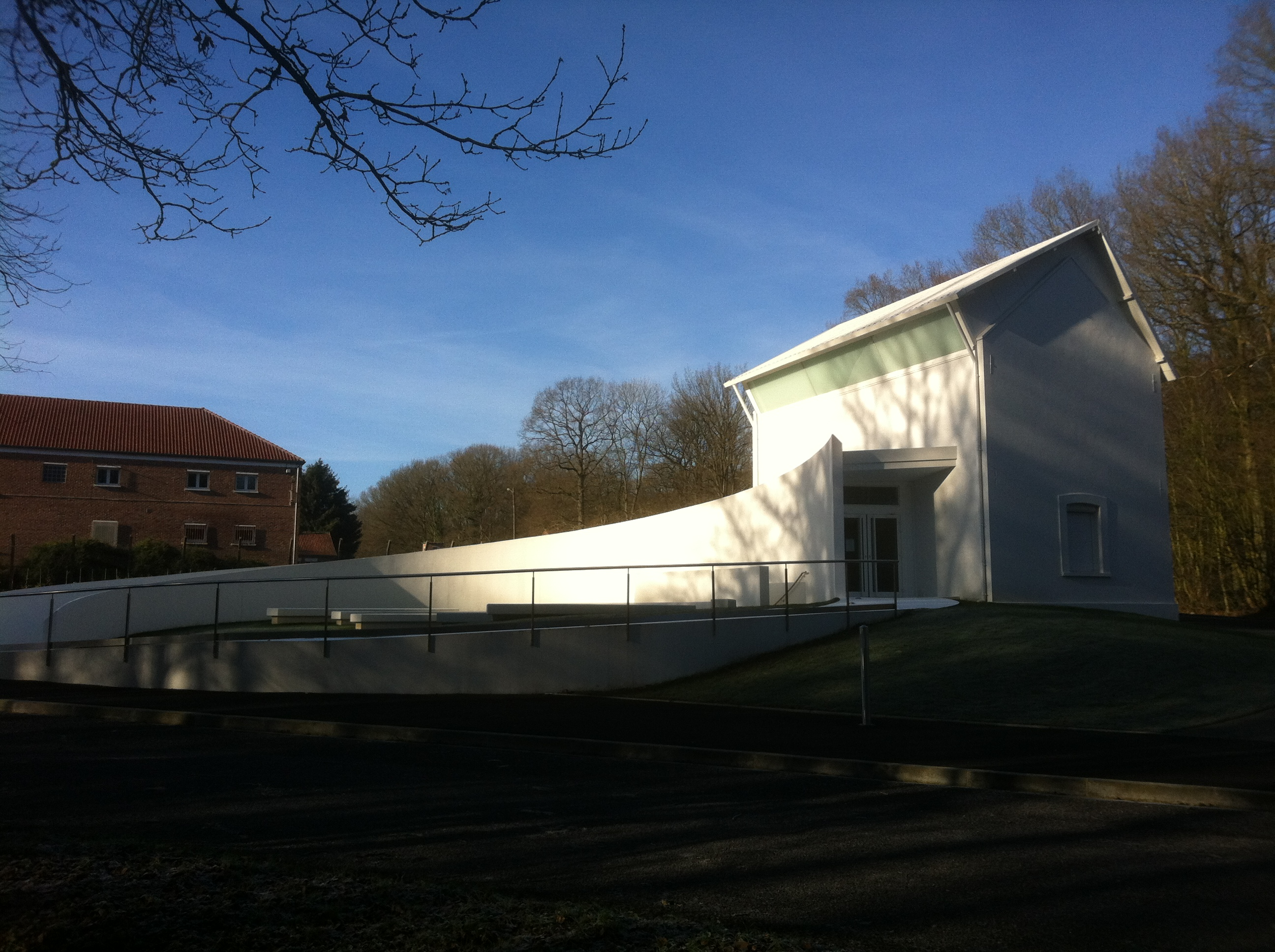
La maison forestière Wilfred Owen à Ors

- Ors (Nord) : l'ancienne maison forestière de l'Ermitage dans le Bois-l'Évêque est devenue aujourd'hui la Maison forestière Wilfred Owen, où Wilfred Owen a passé sa dernière nuit. Elle a été transformée en un lieu de création artistique dédié à Wilfred Owen. Une œuvre d'art monumentale créée par Simon Patterson y a été installée[5].

- Sailly-Laurette (Somme) : près de l'écluse, un sobre monument est dédié à la mémoire du poète.

## Inspiration
- Benjamin Britten a utilisé plusieurs poèmes de Wilfred Owen dans son War Requiem.

## Pour approfondir

### Traductions
- Poèmes du War Requiem de Benjamin Britten (bilingue), traduit par Emmanuel Malherbet, Thonon-les-Bains, Alidades, coll. « Le chant », 1995, 12,5 × 21 cm, 32 pages,  (ISBN 978-2-906266-16-2)
- Poèmes de guerre de Wilfred Owen, traduit par Emmanuel Malherbet, Éditions Cazimi, 2004
- Et chaque lent crépuscule..., traduit par Barthélemy Dussert et Xavier Hanotte, Paris, Le Castor Astral, coll. « Escales des Lettres », 2012, 190 pages,  (ISBN 978-2859209018)